# Hexenhemd von Veringenstadt

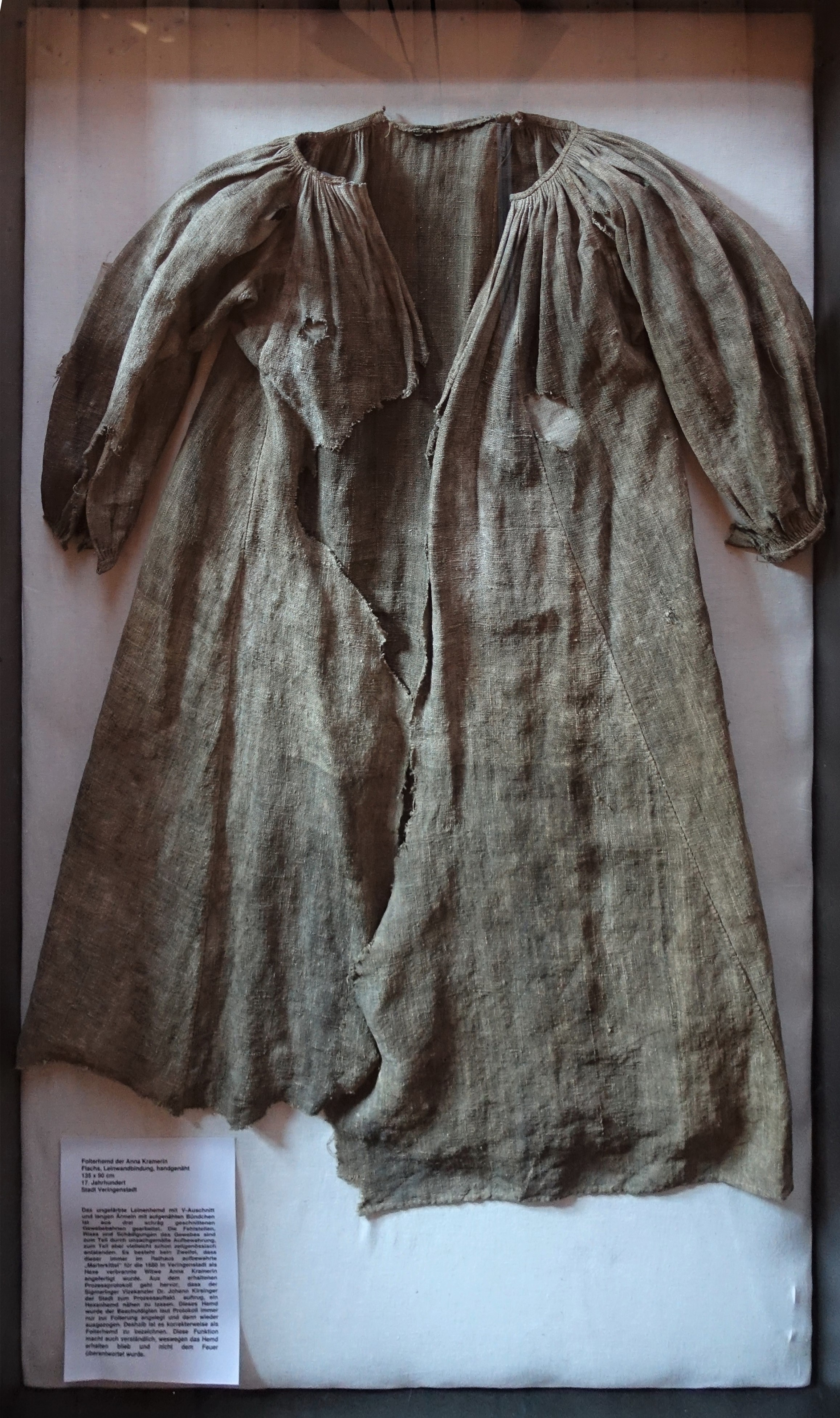
Folterhemd der Anna Kramer. Flachs; Leinwandbindung; handgenäht 135 × 90 cm; 17. Jahrhundert.

Das Hexenhemd von Veringenstadt ist ein Utensil des Hexenwahns. Es wird im Heimatmuseum Veringenstadt im Obergeschoss des Rathauses aufbewahrt. Es besteht kein Zweifel, dass dieses Folterhemd für die 1680 in Veringenstadt als Hexe verbrannte Witwe Anna Kramer angefertigt wurde.

## Aufbau
Das ungefärbte Leinenhemd mit V-Ausschnitt und aufgenähten Bündchen ist aus drei schräg geschnittenen Gewebebahnen gearbeitet. Das Hemd ist in der Halspartie in feine Falten gelegt und hat halblange Ärmel. Die Fehlstellen, Risse und Schädigungen des Gewebes sind zum Teil durch unsachgemäße Aufbewahrung, zum Teil aber schon zeitgenössisch entstanden. Die vielen kleinen Löcher kommen daher, dass hier Drudenfüße und andere Zeichen eingenäht waren, die man später als unheilabwehrende Amulette wieder herausgeschnitten hat.

## Geschichte
Im Jahr 1680 wurde in Veringenstadt Anna Kramer, von der Bevölkerung Bader-Ann genannt, wegen Hexerei angeklagt. Aus dem erhaltenen Prozessprotokoll geht hervor, dass der Sigmaringer Vizekanzler Dr. Johann Kirsinger der Stadt zum Prozessauftakt auftrug, ein Hexenhemd nähen zu lassen. Während ihrer hochnotpeinlichen Befragung musste die Bader-Ann dieses Hexenhemd tragen, um „wahrhaftige Aussagen“ von ihr zu erhalten. Nach mehreren Folter-Torturen wurde sie als Hexe verurteilt und am 8. Juni 1680 enthauptet und verbrannt.
Das Hemd soll der Überlieferung nach vom 10. bis 17. Mai 1680, also in sieben Tagen, von sieben dreizehnjährigen Kindern gesponnen, gewoben und genäht worden sein. In die Säume wurden geweihte „magische Zettel“ eingenäht, die gemäß dem Aberglauben den „Einfluss des Teufels auf die Person“, die dieses Hemd trägt, verhindern sollten.
Dieses Hemd wurde der Beschuldigten laut Protokoll immer nur zur Folterung angelegt und dann wieder ausgezogen. Deshalb ist es korrekterweise als Folterhemd zu bezeichnen.
Diese Funktion erklärt auch, weshalb das Hemd erhalten blieb und nicht dem Feuer überantwortet wurde. Das Hexenhemd der Bader-Ann ist das einzig bekannte seiner Art, das die Zeit der Hexenverbrennungen überdauert hat.